# Generation Terrorists
Generation Terrorists es el álbum debut de la banda de rock galesa Manic Street Preachers, publicado el 10 de febrero de 1992. Fue certificado como disco de oro en el Reino Unido y logró ingresar en el Top 100 en las listas de éxitos japonesas.

## Lista de canciones
Todas las letras escritas por Richey Edwards and Nicky Wire, toda la música compuesta por James Dean Bradfield y Sean Moore, excepto "Damn Dog", escrita por Jacob Brackman y Billy Mernit. 
| N.º | Título                              | Duración |  |
| 1.  | «Slash 'n' Burn»                    | 3:59     |  |
| 2.  | «Nat West–Barclays–Midlands–Lloyds» | 4:32     |  |
| 3.  | «Born to End»                       | 3:55     |  |
| 4.  | «Motorcycle Emptiness»              | 6:08     |  |
| 5.  | «You Love Us»                       | 4:18     |  |
| 6.  | «Love's Sweet Exile»                | 3:29     |  |
| 7.  | «Little Baby Nothing»               | 4:59     |  |
| 8.  | «Repeat (Stars and Stripes)»        | 4:09     |  |
| 9.  | «Tennessee»                         | 3:06     |  |
| 10. | «Another Invented Disease»          | 3:24     |  |
| 11. | «Stay Beautiful»                    | 3:10     |  |
| 12. | «So Dead»                           | 4:28     |  |
| 13. | «Love's Sweet Exile/Repeat»         | 3:09     |  |
| 14. | «Spectators of Suicide»             | 4:40     |  |
| 15. | «Damn Dog»                          | 1:52     |  |
| 16. | «Crucifix Kiss»                     | 3:39     |  |
| 17. | «Methadone Pretty»                  | 3:57     |  |
| 18. | «Condemned to Rock 'n' Roll»        | 6:06     |  |

## Créditos
- James Dean Bradfield – voz, guitarras
- Richey Edwards - guitarra
- Sean Moore – batería
- Nicky Wire – bajo